# ريتشارد لي (مؤلف)
ريتشارد لي (بالإنجليزية: Richard Leigh)‏ (16 أغسطس 1943، نيوجيرسي في الولايات المتحدة - 21 نوفمبر 2007، لندن في المملكة المتحدة)؛ روائي أمريكي.

## روابط خارجية
- ريتشارد لي على موقع IMDb (الإنجليزية)
- ريتشارد لي على موقع ميوزك برينز (الإنجليزية)
- ريتشارد لي على موقع ديسكوغز (الإنجليزية)